# قهرمان (ترانه انریکه ایگلسیاس)
«قهرمان» تک‌آهنگی از هنرمند اهل اسپانیا انریکه ایگلسیاس است که در سال ۲۰۰۱ میلادی منتشر شد.
این تک‌آهنگ در چارت‌های ، استرالیا، بریتانیا، سوئیس، اسپانیا در رتبه اول و در چارت‌های ایتالیا، والونیا، سوئد، اتریش، فلاندرز، نیوزلند، نروژ جزو ده ترانه اول قرار گرفت.